# Municipio de Sheldon (Illinois)
El municipio de Sheldon (en inglés: Sheldon Township) es un municipio ubicado en el condado de Iroquois en el estado estadounidense de Illinois. En el año 2010 tenía una población de 1374 habitantes y una densidad poblacional de 13,37 personas por km².

## Geografía
El municipio de Sheldon se encuentra ubicado en las coordenadas 40°43′57″N 87°35′19″O / 40.73250, -87.58861. Según la Oficina del Censo de los Estados Unidos, el municipio tiene una superficie total de 102.73 km², de la cual 102,73 km² corresponden a tierra firme y (0 %) 0 km² es agua.

## Demografía
Según el censo de 2010, había 1374 personas residiendo en el municipio de Sheldon. La densidad de población era de 13,37 hab./km². De los 1374 habitantes, el municipio de Sheldon estaba compuesto por el 96,51 % blancos, el 1,46 % eran afroamericanos, el 0,51 % eran amerindios, el 0,15 % eran asiáticos, el 0,58 % eran de otras razas y el 0,8 % eran de una mezcla de razas. Del total de la población el 1,97 % eran hispanos o latinos de cualquier raza.